# Марково (Камник)
Марково (словен. Markovo) — поселення в общині Камник, Осреднєсловенський регіон, Словенія. Висота над рівнем моря: 560,1 м.